# Convento del Hoyo
El convento del Hoyo o de Nuestra Señora de Monte Cœli, es un monasterio en ruinas del municipio español de Gata, en la provincia de Cáceres. Se ubica en la sierra de Gata.

## Descripción
Se encuentra en el término municipal cacereño de Gata, en la comunidad autónoma de Extremadura. Ubicado al noroeste de la localidad, a mediados del siglo XIX se encontraba ya en ruinas. Aparece descrito sucintamente en el noveno volumen del Diccionario geográfico-estadístico-histórico de España y sus posesiones de Ultramar de Pascual Madoz de la siguiente manera: «HOYO: conv. en desierto en la prov. de Cáceres, part. jud. de Hoyos, térm. de Gata (V.)». En la entrada correspondiente a Gata se dice de él lo siguiente:

conv. estinguido con la advocacion de Ntra. Sra. de Monte cœli, conocido comunmente con el nombre de Convento del Hoyo; dista de la pobl. una leg. al NO., siendo un verdadero desierto cercado de montañas estériles, por cuya razon, y aun dentro del conv., corre una cristalina y abundante fuente; sus aguas daban movimiento á un molino harinero, el cual, asi como el mismo edificio, se hallan casi del todo arruinados; alrededor del conv. hay bastantes castaños, un montecito de alcornoques y robles, y una huerta de bastante estension con algunos morales, nogales, higueras, cipreses, llorones y frutales que la hacen agradable.
(Madoz, 1847a, pp. 330-331)